# オマリオン・ハンプトン
オマリオン・ハンプトン（Omarion Hampton, 2003年3月16日 - ）は、アメリカ合衆国ノースカロライナ州フォレストシティ出身のプロアメリカンフットボール選手。NFLのロサンゼルス・チャージャーズに所属している。ポジションはランニングバック。

## 経歴

### カレッジ
ノースカロライナ大学に進学し、1年目の2022年シーズンは13試合に出場して401ランヤード、6つのラッシングTDを記録した。
2023年シーズンは13試合に出場して1,504ランヤード、15のラッシングTDを記録し、オールACCファーストチーム、オールアメリカンファーストチームに選出された。
2024年シーズンは12試合に出場して1,660ランヤード、15のラッシングTDを記録し、2年連続でオールACCファーストチーム、オールアメリカンファーストチームに選出された。シーズン終了後、2025年のNFLドラフトにアーリーエントリーした。
| シーズン | 試合 | 試合 | ラン | ラン             | ラン             | ラン | レシーブ | レシーブ             | レシーブ         | レシーブ |
| シーズン | 試合 | 先発 | 回数 | ラン 獲得 ヤード | 平均 獲得 ヤード | TD   | レシーブ | レシーブ 獲得 ヤード | 平均 獲得 ヤード | TD       |
| -------- | ---- | ---- | ---- | ---------------- | ---------------- | ---- | -------- | -------------------- | ---------------- | -------- |
| 2022     | 13   | 3    | 88   | 401              | 4.6              | 6    | 6        | 40                   | 6.7              | 1        |
| 2023     | 13   | 11   | 253  | 1,504            | 5.9              | 15   | 29       | 222                  | 7.7              | 1        |
| 2024     | 12   | 12   | 281  | 1,660            | 5.9              | 15   | 38       | 373                  | 9.8              | 2        |
| 通算     | 38   | 26   | 622  | 3,565            | 5.7              | 36   | 73       | 635                  | 8.7              | 4        |

### ロサンゼルス・チャージャーズ
| 5 ft 11+3⁄4 in (182 cm)     | 221 lb (100 kg) | 30+1⁄2 in (77 cm) | 9+3⁄8 in (24 cm) | 4.46 s | 1.54 s | 2.57 s | 4.40 s | 38.0 in (97 cm) | 10 ft 10 in (3.30 m) | 18 回 |
| All values from NFL Combine |                 |                   |                  |        |        |        |        |                 |                      |       |

2025年のNFLドラフトにて1巡目全体22位でロサンゼルス・チャージャーズから指名された。